# João de Castro Canto e Melo
João de Castro Canto e Melo (Angra, 1740 — Rio de Janeiro, 2 de novembro de 1826), 1º Visconde de Castro, foi um militar e nobre açoriano-brasileiro.

## Família
Filho de João Baptista do Canto e Melo, da Terceira (tetraneto por varonia de António Pires do Canto, moço fidalgo da Casa Real, cavaleiro professo na Ordem de Cristo, 1.º Provedor das Armadas e Naus da Índia (cargo hereditário, 26 de Março de 1560) e 1º Senhor do Morgado da Casa-Solar de Nossa Senhora dos Remédios, instituído por seu pai, e de sua mulher (1544) D. Catarina de Castro, ascendentes da I Linha dos do Canto e Castro, e quinto neto de Pero Anes do Canto e de sua primeira mulher Joana Abarca), e de sua mulher Elisabeth (Isabel) Ricketts, da Jamaica, filha de George Ricketts e de sua mulher Sarah White, ambos de Inglaterra.

## Biografia
Seguiu a carreira do Exército, onde atingiu o posto de Brigadeiro do Exército Imperial.
Veio para São Paulo em 1772. Participou, com distinção, nas Campanhas do Rio Grande do Sul, tendo chegado a Coronel do Exército Brasileiro.
Era Grande do Império, Camarista de Sua Majestade D. Pedro I, Fidalgo Cavaleiro da Casa Real Portuguesa e Comendador da Imperial Ordem de Nosso Senhor Jesus Cristo e da Imperial Ordem de São Bento de Avis, etc.
Agraciado com o título nobiliárquico de Visconde com honras de Grandeza por D. Pedro I do Brasil a 12 de Outubro de 1826. Usava por Armas um escudo partido, 1.º do Canto e 2.º de Castro de seis arruelas, e timbre de do Canto.

## Casamento e descendência
Ficou noivo de Maria Braseiro, mulher espanhola com quem teve uma filha, Maria Eufrásia de Castro.
Contudo, o relacionamento não deu certo e eles se separaram.
Casou-se em 1784 com D. Escolástica Bonifácia de Toledo Ribas, natural de São Sebastião, São Paulo, filha do tabelião José Bonifácio Ribas e de sua mulher D. Ana Maria de Toledo e Oliveira. A esposa era 22 anos mais nova que João de Castro.
O casal foi pai de João de Castro do Canto e Melo (2.º Visconde de Castro), José de Castro do Canto e Melo, Francisco de Castro do Canto e Melo, Ana Cândida de Castro do Canto e Melo (que se casou com o Brigadeiro Carlos Maria de Oliva, de Lisboa), Maria Benedita de Castro do Canto e Melo (que se casou com Boaventura Delfim Pereira, Barão de Sorocaba), e de Domitila de Castro do Canto e Melo, a Viscondessa com Grandeza e Marquesa de Santos.